# Kevin Anderson (baloncestista)
Kevin Anderson Jr. (Atlanta, Georgia, 21 de diciembre de 1988) es un exjugador de baloncesto estadounidense, profesional durante seis temporadas casi siempre en equipos europeos. Con 1,83 metros de estatura, jugaba en la posición de base. Actualmente es director de desarrollo de jugadores de los Liberty Flames de la Universidad Liberty.

## Trayectoria deportiva

### Universidad
Jugó cuatro temporadas con los Spiders de la Universidad de Richmond, en las que promedió 15,6 puntos, 2,9 rebotes, 2,9 asistencias y 1,6 robos de balón por partido. En su primera temporada fue elegido novato del año de la Atlantic 10 Conference, mientras que en 2009 fue incluido en el segundo mejor quinteto absoluto y en sus dos temporadas restantes en el primero. Además, en 2010 ganó el premio al Jugador del Año de la conferencia. Su camiseta con el número 14 fue retirada por su universidad.

### Profesional
Tras no ser elegido en el Draft de la NBA de 2011, en el mes de julio formó su primer contrato profesional, por una temporada, con el Strasbourg IG de la Pro A francesa. Allí jugó una temporada como titular, en la que promedió 12,5 puntos y 3,5 asistencias por partido.
En julio de 2012 se unió a los Orlando Magic para disputar las Ligas de Verano de la NBA. El 28 de septiembre firmó contrato con Cleveland Cavaliers para disputar la pretemporada, pero fue despedido antes del comienzo de la temporada. En el mes de noviembre fue adquirido por los Canton Charge de la NBA D-League como jugador afiliado de los Cavs. Disputó 10 partidos, en los que promedió 8,1 puntos y 3,3 asistencias, siendo despedido en el mes de diciembre.
Una semana más tarde firmó para el resto de la temporada con el Pallacanestro Cantù de la Lega Basket Serie A italiana. Disputó únicamente 9 partidos, en los que promedió 2,4 puntos y 1,1 asistencias, siendo despedido en abril de 2013. Al día siguiente firmó contrato con el SAM Basket Massagno de la liga suiza, pero solo llegó a disputar un partido.
En septiembre de 2013 fichó por el Ilisiakos BC griego, Allí jugó catorce partidos, en los que promedió 14,3 puntos y 2,9 rebotes, pero debido a problemas económicos del club decidieron prescindir de sus servicios, fichando en enero de 2014 por el Aliağa Petkim turco, donde acabó la temporada promediando 9,4 puntos y 2,7 rebotes por partido.
No fue hasta marzo de 2015 cuando volvió a las pistas al fichar por el A.E. Neas Kīfisias griego, donde únicamente disputó cuatro partidos. En octubre de 2015 fichó por el BBC Sparta Bertrange de Luxemburgo, donde jugó ocho partidos, promediando 20,1 puntos y 6,1 rebotes. En febrero de 2016 fichó por el AE Apollon Patras griego y al mes siguiente por el Enosis Neon Paralimni de Chipre, donde jugó cuatro partidos en los que promedió 14,7 puntos y 6,5 rebotes.
En enero de 2017 fichó por el Energa Czarni Słupsk polaco, pero tras dos partidos disputados no logró pasar las pruebas físicas, siendo despedido.